# MPICH2
MPICH2 – biblioteka, która implementuje standard MPI w wersji drugiej, dodając nowe funkcje, jak np. dynamiczna obsługa procesów, równoległe I/O oraz operacje na zdalnej pamięci.
Biblioteka udostępnia interfejs dla języków programowania C, C++ oraz Fortran.

## Instalacja i konfiguracja
Najnowszą wersję biblioteki można pobrać ze strony domowej projektu.
Instalacja w środowisku GNU/Linux przedstawiona jest w dokumentacji biblioteki.
Do poprawnej pracy niezbędny jest interpreter języka Python, gdyż wiele narzędzi w bibliotece zostało zaimplementowane w tym języku.
Dla ułatwienia pracy można dodać ścieżkę, w której zainstalowano MPICH2, do zmiennej PATH:
```
export
 
PATH
=
/usr/local/mpich2/bin:
$PATH

```

W MPICH2 pojawia się menedżer procesów mpd (domyślny menedżer procesów), który jest odpowiedzialny za komunikację w klastrze oraz uruchamianie zadań na zdalnych serwerach.
Aby uruchomić mpd, należy w katalogu domowym utworzyć plik .mpd.conf, który będzie zawierał poniższą definicję.
```
MPD_SECRETWORD
=
losowyciągznakow

```

Należy ustawić uprawnienia do pliku tak, aby był do odczytu tylko dla właściciela.
```
chmod
 
600
 
~/.mpd.conf

```

Aby uruchomić mpd na wielu serwerach, najłatwiej jest wykorzystać skrypt mpdboot. Argumenty, które musimy podać, to plik z listą serwerów, na których uruchomić daemona. Opcjonalnie możemy podać liczbę serwerów z listy, na których należy go uruchomić.
```
[
user@blade02
 
~
]
$
 
cat
 
machines
blade03
blade04
blade05

[
user@blade02
 
~
]
$
 
mpdboot
 
-n
 
4
 
--file
=
./machines

```

Do sprawdzenia, czy mpd został poprawnie uruchomiony, należy wykorzystać skrypt mpdtrace.
```
[
user@blade02
 
~
]
$
 
mpdtrace
blade02
blade03
blade04
blade05

```

Wyświetli on listę serwerów, na których będą wykonywane zadania.
Można też przetestować komunikację za pomocą polecenia mpdringtest
```
[
user@blade02
 
~
]
$
 
mpdringtest
 
100

time
 
for
 
100
 
loops
 
=
 
0
.10592007637
 
seconds

[
user@blade02
 
~
]
$

```

## Uruchamianie programów

### Kompilacja
Kompilacja jest podobna do tej znanej z MPICH.
```
[
user@blade02
 
mpich
]
$
 
mpicc
 
example.c
 
-o
 
example

[
user@blade02
 
mpich
]
$
 
ls

[
user@blade02
 
mpich
]
$
 
example
 
example.c

```

### Uruchomienie
W MPICH2 pojawia się nowe narzędzie mpiexec (mpirun znany z MPICH jest linkiem symbolicznym do mpiexec) służące do wykonywania zadań.
```
[
user@blade02
 
~
]
$
 
mpiexec
 
-n
 
6
 
hostname
blade04
blade03
blade05
blade04
blade02
blade02

[
user@blade02
 
~
]
$

```

Powyższe uruchomi polecenie hostname w sześciu kopiach na serwerach w pierścieniu.

## Zmiany w porównaniu do MPICH

### Zarządzanie procesami/zadaniami
W MPICH2 mamy narzędzie do zarządzania zadaniami w klastrze. Polecenie mpdlistjobs wyświetla aktualnie przetwarzane zadania w klastrze, a mpdkilljob może zakończyć działanie podanego zadania.
```
[
user@blade02
 
~
]
$
 
nohup
 
mpiexec
 
-n
 
2
 
sleep
 
100
 
>/dev/null
 
2
>/dev/null
 
&

[
user@blade02
 
~
]
$
 
mpdlistjobs

jobid
 
=
 
14
@blade02_48009

jobalias
 
=

username
 
=
 
user

host
 
=
 
blade02

pid
 
=
 
24958

sid
 
=
 
24957

rank
 
=
 
0

pgm
 
=
 
sleep

jobid
 
=
 
14
@blade02_48009

jobalias
 
=

username
 
=
 
user

host
 
=
 
blade04

pid
 
=
 
611

sid
 
=
 
610

rank
 
=
 
1

pgm
 
=
 
sleep

[
user@blade02
 
~
]
$
 
mpdkilljob
 
14
@blade02_48009

[
user@blade02
 
~
]
$
 
mpdlistjobs

[
user@blade02
 
~
]
$

```

mpd umożliwia też wysłanie sygnału do wszystkich procesów dla danego zadania.
```
[
user@blade02
 
~
]
$
 
mpiexec
 
-n
 
2
 
perl
 
-e
 
'use POSIX; system(„hostname -s”); $SIG{INT} = sub { print „Hello World\n"; }; pause(); '

blade02
blade04
Hello
 
World
Hello
 
World

```

W drugiej konsoli wydano poniższe polecenia.
```
[
user@blade02
 
~
]
$
 
mpdlistjobs

jobid
 
=
 
32
@blade02_48009

jobalias
 
=

username
 
=
 
user

host
 
=
 
blade02

pid
 
=
 
25213

sid
 
=
 
25212

rank
 
=
 
0

pgm
 
=
 
perl

jobid
 
=
 
32
@blade02_48009

jobalias
 
=

username
 
=
 
user

host
 
=
 
blade04

pid
 
=
 
1654

sid
 
=
 
1653

rank
 
=
 
1

pgm
 
=
 
perl

[
user@blade02
 
~
]
$
 
mpdsigjob
 
SIGINT
 
-j
 
32
@blade02_48009

```

MPICH2 udostępnia funkcję MPI_Comm_spawn służącą do uruchomienia dodatkowych procesów w ramach działającego już zadania.

### Równoległe I/O
Procesy w uruchomionych zadaniach często potrzebują równoczesnego dostępu do zapisu lub odczytu danych. W MPICH2 pojawiła się obsługa I/O podobna do wysyłania (zapis do pliku na zdalnym serwerze) i odbierania (odczyt z pliku) komunikatów. Każdy z procesów może mieć dostęp do wybranej części pliku. MPICH2 definiuje podstawowe funkcje wejścia-wyjścia: open, close, seek, read.

### Zdalne operacje na pamięci
W MPICH2 pojawiła się możliwość operacji na obszarach pamięci procesów uruchomionych na innych komputerach w ramach tego samego zadania. Jest to uogólnienie modelu przesyłania komunikatów zdefiniowanego w MPI1. Współdzielenie pamięci odbywa się przez definiowanie okien (zakresów pamięci), czyli buforów, na których przeprowadzane są operacje.
Funkcja MPI_Win_create definiuje nowe okno, które jest dostępne do zapisu i/lub odczytu przez inny proces lub grupę procesów.
Dostępne są operacje:
- Get[9] – pobranie bufora do przestrzeni procesu ze zdalnego procesu.
- Put[10] – zapisanie bufora do pamięci zdalnego procesu.
- Accumulate[11] – aktualizacja pamięci w przestrzeni adresowej innego procesu.

Wszystkie operacje na zdalnej pamięci są asynchroniczne, więc należy zadbać o synchronizację. Służy do tego funkcja MPI_Win_fence.